# Zottu Tzigara
Zottu Tzigara a fost un dregător moldovean, ginerele lui Petru Vodă Șchiopul. Împreună cu fiica lui Petru Șchiopul, Măria, a ridicat Mănăstirea Hlincea, de lângă Iași, la sfârșitul secolului al XVI-lea.

 Acest articol despre un subiect legat de  istoria României este deocamdată un ciot. Puteți ajuta Wikipedia prin completarea sa.